# Pedinorrhina undulata
Pedinorrhina undulata är en skalbaggsart som beskrevs av Bates 1881. Pedinorrhina undulata ingår i släktet Pedinorrhina och familjen Cetoniidae. Inga underarter finns listade i Catalogue of Life.